# Pentace
Pentace  es un género de plantas fanerógamas de la familia Malvaceae con 38 especies endémicas de Malasia. 

## Especies seleccionadas
| - Pentace acuta - Pentace adenophora - Pentace borneensis - Pentace burmanica - Pentace chartacea | - Pentace concolor - Pentace cordifolia - Pentace corneri - Pentace curtisii - Pentace discolor |

- Datos: Q5227341
- Multimedia: Pentace / Q5227341
- Especies: Pentace